# チャールズ・クロス
チャールズ・エリス・クロス（Charles Ellis Cross, 2000年11月25日 - ）は、アメリカ合衆国ミシシッピ州ローレル出身のプロアメリカンフットボール選手。NFLのシアトル・シーホークスに所属している。ポジションはオフェンシブタックル。

## 経歴

### ハイスクール
高校卒業後はフロリダ州立大学へ進学予定だったが、進路を変更しミシシッピ州立大学へ進学した。

### カレッジ
2年目の2020年シーズンから先発に定着し、SECのオールフレッシュマンチームに選出された。
3年目の2021年シーズンはオールSECファーストチームに選出された。このシーズン終了後、2022年のNFLドラフトにアーリーエントリーした。

### シアトル・シーホークス
ドラフト全体9位でシアトル・シーホークスから指名され、その後ルーキー契約を結んだ。
3年間で48試合に先発出場し、2025年4月28日、チームから5年目の契約オプションを行使された。